# Tecnologías MMIC
MMIC deriva de las siglas en inglés (Monolithic Microwave Integrated Circuits) que significa circuitos integrados de microondas monolíticos. Esta tecnología ofrece muchas ventajas para el desarrollo de circuitos de microondas.

## Introducción
En un inicio los sistemas de microondas, eran construidos mediante guías de onda, lo cual resultaba muy pesado al momento del diseño y del ensamblaje de todo el sistema. Es así, que al pasar los años los sistemas de microondas evolucionaron a ser sistemas compactos; es decir al uso de circuitos integrados donde estén presentes en una sola placa todos los componentes del sistema. 
La primera evolución hacia la integración de los circuitos de microondas fue la tecnología MIC (Microwave Integrated Circuits) inicialmente elaborados con transistores MESFET de GaAs. Sin embargo, la verdadera integración llegó años después en 1974, cuando Plessey fabricó el primer amplificador MMIC. 
Desde su inicio, en la primera mitad de los años 70, y hasta la actualidad, la tecnología MMIC ha progresado en las aplicaciones cubiertas, en las bandas de frecuencia alcanzadas y en la capacidad de integración con otras funciones de baja frecuencia.

## Definición
Los dispositivos MMIC tienen una impedancia característica de entrada y salida de 50Ω. Esto facilita su uso, ya que la mayoría de equipos de microondas están diseñados para operar con una impedancia 50Ω. Y además se pueden eliminar las redes de adaptación, lo que significa una disminución significativa en espacio y un ahorro de energía.
Estos circuitos operan en la banda de microondas es decir entre 300 MHz y 300 GHz.
Los MMIC son de dimensiones pequeñas (1 mm² a 10 mm²) pueden ser producidas en grandes conjuntos lo que permite su utilización en muchos equipos como los teléfonos móviles abaratando costos de fabricación. La idea de un circuito "monolíticamente" integrado, se refiere a que los componentes activos y pasivos se forman en el sustrato. Los MMICs utilizan un material aislante cristalino como el dieléctrico y la capa activa del material. Para muchas nuevas aplicaciones, GaAs se ha convertido en el material de elección por su capacidad para realizar a altas frecuencias. También tiene una propiedad de alta resistividad o semi-aislamiento. Esto permite la integración de los activos (radiofrecuencia) y dispositivos de control (lógica) de dispositivos, líneas de transmisión, y elementos pasivos en un único sustrato

## Materiales de fabricación
Los materiales con los que se fabrican los MMIC definen el tamaño del dispositivo, precio y eficiencia. Estos son:
- GaAs

Ventaja (comparado con el Si): El componente es más rápido y de menor tamaño.
Desventaja: Es más caro.
- InP

Ventajas sobre GaAs: Mayor ganancia, mayor frecuencia de corte, menor ruido y menor precio.
Desventaja: mayor tamaño.
- SiGe

Mayor velocidad que el Si, a un precio similar.

### ¿Por qué se utiliza el GaAs?
El beneficio del uso del GaAs (arseniuro de galio) viene dado por la gran movilidad de los electrones. Esta mejora en la movilidad de electrones es la propiedad fundamental que permite frecuencias más altas y más rápida operación de cambio de velocidades.

## Ventajas
Las compañías de equipos móviles y sistemas inalámbricos tienen mucho interés por tecnologías con gran nivel de integración, tamaño pequeño y bajo costo. Por ello la tecnología MMIC combina características tanto activas como pasivas en sus componentes electrónicos en un solo sustrato. Además de brindar un gran ancho de banda. Estas características no solo reducen el tamaño y peso del chip sino que permite reducir costos en grandes volúmenes de producción.
Las ventajas más resaltantes son:
- Estabilidad incondicional para una amplia gama de frecuencias.
- La corriente reflejada simplifica el diseño de la red de polarización.
- La retroalimentación interna facilita la adaptación de impedancias con un mayor ancho de banda.
- Alta linealidad y bajo ruido.
- Posee una sola fuente positiva.

Estos beneficios se traducen en un circuito más compacto con menor número de componentes y un ciclo de diseño más corto que en el caso de componentes discretos.

## Desventajas
Hoy en día la mayoría de los receptores de bajo ruido para GPS se basan en transistores discretos en lugar de 9MMICs, principalmente porque el uso de transistores discretos en el diseño de amplificadores les dota de una baja figura de ruido.
Sin embargo para las actuales aplicaciones portátiles donde son necesarios circuitos compactos y con poco tiempo de desarrollo, los circuitos con transistores discretos no son la mejor opción.

## Aplicaciones
Son muy utilizados en amplificadores porque ofrecen una alta linealidad y un bajo ruido, además tienen realimentación interna y estabilidad en un amplio rango de frecuencias. Estos aspectos son muy importantes porque las señales que llegan al receptor, son muy débiles, por lo que los amplificadores deben ser muy selectivos en frecuencia y aportar el menor ruido posible.
Por estas ventajas, añadidas al reducido tamaño del dispositivo (entre 1 mm² a 10 mm²), es que se utilizan en aplicaciones portátiles y, además reducen el tiempo de diseño, reduciendo el Time-to-market.
En el caso de aplicaciones militares, para garantizar los requisitos de cobertura, calidad de la transmisión o detección de un blanco bajo ciertas circunstancias estos sistemas necesitan de grandes niveles de potencia de la señal transmitida. En los sistemas de microondas se cuenta con transmisores de potencia que garantizan el nivel de potencia requerido, y por lo general está formado por grupos de MMICs debido a las ventajas sobre otro tipo de tecnologías como por ejemplo; bajo coste por dispositivo, prestaciones, fiabilidad, reducido tamaño, versatilidad, integración de múltiples y variadas funciones en un mismo chip.